# Dāyen
Dāyen (persiska: داين) är en ort i Iran.   Den ligger i provinsen Markazi, i den centrala delen av landet, 240 km sydväst om huvudstaden Teheran. Dāyen ligger 1 864 meter över havet och antalet invånare är 447.
Terrängen runt Dāyen är kuperad åt sydväst, men åt nordost är den platt.Runt Dāyen är det ganska tätbefolkat, med 120 invånare per kvadratkilometer. Närmaste större samhälle är Arak, 18,3 km sydost om Dāyen. Trakten runt Dāyen består i huvudsak av gräsmarker.